# Tarnówi egyházmegye
A Tarnówi egyházmegye (latinul: Dioecesis Tarnoviensis) a római katolikus egyház egyik egyházmegyéje Lengyelországban. Az egyházi statisztikák szerint ez Lengyelország legvallásosabb egyházmegyéje, heti 72,5%-os szentmiselátogatással. Az egyházmegye a Krakkói főegyházmegye szuffragán egyházmegyéje. Az egyházmegye megyéspüspöke Andrzej Jeż, a három segédpüspöke Leszek Leszkiewicz, Stanisław Salaterski és Artur Ważny, a nyugalmazott püspöke pedig Władysław Bobowski segédpüspök.

## Szomszédos egyházmegyék
- Krakkói főegyházmegye (nyugat)
- Kielcei egyházmegye (észak)
- Sandomierzi egyházmegye (északkelet)
- Rzeszówi egyházmegye (kelet)
- Kassai főegyházmegye (dél)
- Szepesi egyházmegye (dél)